# ليدي (أنمي)
ليدي ليدي مسلسل أنمي درامي عاطفي تدور أحداثه في إنجلترا، صدر كمانغا في حوالي سنة 1987 للمؤلفة يوكو هانابوسا ثم تم تحويله إلى أنمي رسوم متحركة عام 1988، من إخراج هيروشي شيدارا.

## لين وبداية المأساة
تدور أحداث قصة المسلسل عن فتاة اسمها «لين رسل» من أب إنكليزي يدعى «جورج رسل» ينحدر من أسرة ارستقراطية نبيلة وأم يابانية من الطبقة العامة وهذا الزواج بين العرقين والطبقتين سبب حساسية لعائلة والدها الاستقراطية مما جعل جدها «الدوق واربن» يرفض تلك العلاقة وما أثمرتها من طفلة بريئة لم يعترف بها كحفيدة له تنحدر من سلالة عريقة رغم محاولة والدها جورج ادخالها في عائلته النبيلة والاعتراف بها رسمياً كفرد منها.
كان جورج متزوج سابقاً من امرأة إنكليزية من الطبقة النبيلة ماتت بعد أن انجب منها ابنته الكبرى سارة، وبعد زواجه من المرأة اليابانية وانجابه منها ابنته الثانية لين قرر ان يجلب أسرته الصغيرة إلى بلاده إنكلترا ليستقروا للأبد وحتى تنخرط لين بالحياة الإنكليزية.
حزمت الام والابنة ذات الخمس سنوات حقائبهما متوجهتين إلى إنكلترا إلى حيث حياة جديدة ولم تكف الطفلة الشقية عن طرح الأسئلة، حتى وصلتا إلى أرض المطار ولم يكون جورج هناك لاستقبالهم وعوضاً عن ذلك كان السائق الذي أرسله جورج ليأخذ زوجته وابنته إلى القصر لكثرة مشاغله.
وهناك تحصل الفاجعة الكبرى، عندما تصطدم السيارة بشاحنة وتقتل الأم التي حاولت حماية ابنتها من الخطر عندما ضمت ذراعيها حولها. وبعد فترة من الوقت تفيق الطفلة من غيبوبتها لتجد نفسها في مستشفى وبجوارها والدها المنهار لتسأله
عن أمها ولكنه لم يقدر بالبوح لها بالحقيقة نظراً لصغر سنها،
لم تنته ماساة لين عند هذا الحد، بل إن المشاكل والمتاعب والأيام الصعبة واجهتها عندما حلت ضيفة غير مرغوب فيها من الجميع بقصر والدها وكان أول الغير مرحبين بها اختها سارة.
لكن عزاءها الوحيد والذي صبرها على المآسي التي مرت بها هو تعرفها على الشاب الوسيم آرثر واخوه إدوارد وألاكساندرا حصان ارثر.
وخلال هذه الفترة يتعرض والد لين لضغوطات من جدها الدوق عندما يجبره على الزواج من البارونة الغنية مادلين بسبب الإفلاس الذي تعاني منه الأسرة. وعندما رفض جورج ان يرضخ لرغبة والده، قام هذ الأخير بمحاولة أشبه بالابتزاز عندما قال له بأنه سوف يعترف بحفيدته لين إذا تزوج من السيدة الشريرة مادلين، وهنا يقع الأب في حيرة.
أحداث القصة في الكرتون تختلف قليلا عن القصة المصورة (المانجـــــا) حيث أن هناك حلقات إضافة للحلقة الأخيـــــرة تسمى (الأوفــا) ولكن لم تدبلج للعربية ولا لأي لغة أخرى وهي متوفرة باليابانية فقط ومترجمة في اليوتيوب.

## أسماء المسلسل بلغات أخرى
لشهرة هذا الانمي ووصوله لقلوب الكثيرين تم ترجمته إلى أكثر من لغة.
بالعربية: ليدي ليدي
بالإسباني: Chiquitina
بالفرنسيه: Gwendoline
بالإيطالية: Milly un giorno dopo l'altro
غنت المقدمة باليابانيه: Shonen tai
اسم الثيم "LADY"
ونهاية المسلسل: Shonen tai
اسم الثيم: "Futari dake no Moonlight"

## أبرز الممثلين العرب الذين قاموا بأداء النسخة العربية
- خالد سامي بدور آرثر.
- سهير فهد بدور لين وأم صوفي
- ريم سعادة بدور سارة وفيفيان والعمة إزابيل والبارونة مادلين.
- نصر عناني بدور إدوارد وهو في عمر الشباب
- جمانة الطوال بدور الخادمة جيل وصوفي وفيليس
- وفاء قسوس بدور كاثي وسوزي وماتيلدا وبيجي
- نادرة عمران بدور ميري وادوارد وهو صغير ودوروثي وسالا والخادمة باتريشيا
- حابس حسين بدور جورج.
- عاكف نجم جد لين والخادم روبرت والمدير
- فيلدا سمور بدور ام لين والخادمة بريندا
- غنام غنام البستاني توم وتوماس وبول
- بالاشتراك مع نخبة من الممثلين:

1. ماهر خماش
2. فاطمة المصري
3. أحمد بو سويلم

وقد اتضح مؤخرا بأن هذا المسلسل مكون من جزئين أول وثاني، لكن الشركة الأردنية التي قامت بدبلجة الجزئين أضافت حلقات الجزء الثاني إلى حلقات الجزء الأول ليصبح كما لو أنه جزء واحد.

## وصلات خارجية
- ليدي على موقع ANN manga (الإنجليزية)

 (بالإنجليزية)